# 海保帆平
海保 帆平（かいほ はんぺい、文政5年（1822年） - 文久3年10月14日（1863年11月24日））は、幕末期の剣豪、水戸藩士。
安中藩にいた帆平の剣士としての素質を見抜いた水戸藩の徳川斉昭により、若くして500石の破格の待遇で召し抱えられる事になった。その後千葉周作門下の四天王と呼ばれるまでに頭角をあらわし、江戸本郷弓町に道場をかまえ日本剣豪百選に登場するまでになる。江戸末期の儒学者、会沢正志斎の娘と結婚する。水戸藩の動向と同じく波乱の生涯だった。創作物では、司馬遼太郎等の千葉周作の道場が登場する時代小説に度々登場する。

## 生い立ち
文政5年（1822年）上州安中藩の江戸屋敷で男三人兄弟の次男として生まれた。幼名は鉞次郎、後に帆平、諱は芳郷。祖父荘兵衛は享和2年（1802年）に没するまで長く安中藩の江戸詰の年寄役を勤めていた。父荘兵衛も、その父の没後、少なくも文政8年（1825年）から天保8年（1837年）に没するまで江戸詰の年寄役を勤めている。兄左次馬は4歳年上、弟順三は2歳年下だった。帆平が幼時安中で剣の修業をしたという説があるが、父の役柄からありえない。生後一貫して江戸で過ごした筈である。
天保6年（1835年）13歳のときに千葉周作の玄武館に入門、研鑽を積んで天保11年（1840年）18歳という記録的若さで大目録免許皆伝を得たといわれる。

## 水戸藩仕官
水戸藩に仕官するについて、水戸藩内の推薦者を藤田東湖とする説と、藩主徳川斉昭の側近だった戸田忠敞という説がある。忠敞と東湖は水戸の両田といわれ斉昭の股肱の臣だった。
忠敞は天保10年（1839年）藩の若年寄となり、天保11年（1840年）には執政に昇進するとともに、当時造営が進んでいた藩校弘道館の造営責任者となっていた。彼はまた玄武館とも縁が深く、その門弟リストに彼の名前が載っている（同名だった彼の息子かもしれないが）。天保11年（1840年）秋には兄左次馬は国詰めとなっており、連絡は帆平の叔母婿で江戸詰の木村益衛門を経由して行われた。海保側はいったん承知した後断るという事態が生じ一筋縄ではいかなかった。結局、水戸側の好意的申し出にほだされて仕官することになった。背景には、徳川斉昭と安中藩主、板倉勝明と話し合いがもたれ安中藩としては泣く泣く有能な剣士を手放すかたちとなった。
水戸藩の公式資料『水府系纂』によれば天保12年（1841年）1月からの採用だが、先方からの申し出では11年中に来ればその年の俸給を出すということになっていた。また、仕官後の禄高について藩からの支給は50石であるが忠敞が自分の禄高から50石を割いて上乗せするとの約束で出発した。これがいつまで続いたかは詳らかでない。剣術師範として採用されたなどともいわれるがとくにそういった言葉は使われていない。
水戸藩主は天下の副将軍などといわれたが、幕末当時の藩内は抗争の絶え間がなかった。そもそも斉昭襲封の前には、世継のいない病弱な前藩主徳川斉脩のあとを、徳川将軍家から養子を迎えて便宜を受けようとする門閥派と英名高い弟斉昭をいただいて改革を図ろうとする改革派に分かれて激しく争われ、これが後々まで糸を引いた。藤田東湖や戸田忠敞は改革派の指導者格だった。さらに、安政5年（1858年）に、朝廷から国内体制の立て直しに努力せよという趣旨の勅諚が直接水戸藩に下ると、幕府の指示に従って返上すべしという鎮派とこれを奉じていくべしとの激派に改革派が分裂して抗争はさらに激しくなった。後の桜田門外の変や天狗党の乱は激派の動きが発展した結果である。門閥派、鎮派、激派の抗争は明治維新後まで続き、水戸藩疲弊の原因となった。

## 仕官後嘉永6年まで
仕官後間もなくだと思うが戸田忠敞の仲人で、水戸の碩学会沢正志斎の長女と結婚した。正志斎は幕末の日本に大きな影響を与えた有名な学者で、改革派の理論的指導者だったから帆平もその影響を受けたと思われる。
仕官後3年半ほどたった弘化元年（1844年）藩主斉昭が幕府から叱責を受けて隠居・謹慎を命じられるという大事件が発生した。
心ある藩士とともに帆平も藩主の雪冤運動に係わって、無断で江戸表まで出かけて行った。これを咎められて藩から4年半に及ぶ逼塞・遠慮という罰を受けた。縁者でもある帆平の墓碑銘の撰文者はこのおかげで「日夜研精し頗る大義に通ずるを得」たとしている。以前の帆平から脱皮する機会になったのかもしれない。
嘉永4年（1851年）から翌5年（1852年）にかけて吉田松陰が東北地方を旅行した折には水戸の会沢正志斎宅で帆平に会っている（嘉永5年1月14日）。嘉永6年（1853年）6月、マシュー・ペリーの来航に当たって帆平は浦賀に赴き、交渉に当たった与力から貴重な聞き書きをとった。帆平の名を付した聞き書きは東京大学史料編纂所に「浦賀異船始末」として、また、鹿児島大学附属図書館の玉里文庫に「海防名応接記」として残されている。いずれも薩摩藩関係の文書である。筆者名を明らかにしていないがほとんど同じ内容の、元は同じと思われる資料がいくつか出回っているらしい。「海保帆平記」を疑う説もあるようだが「浦賀異船始末」の末尾の「海保帆平大胡聿蔵再度浦賀表発足而聞書之」から判断し、事実に則したものと思われる。ただし、水戸関係にこれを裏付ける資料はないようだ。
帆平が浦賀に赴いたのは、戸田忠敞が、幕府の海防参与となった斉昭の許で海岸防禦御用掛となったことと関係あるのかもしれない。翌安政元年（1854年）江戸詰となったことについても浦賀での働きと関連があるのかもしれない。

## 安政元年より安政6年まで
安政元年（1854年）江戸馬廻組として出府。江戸へ出て間もなく本郷の弓町に振武館という道場を持つことを認められた。後年安中藩の剣術師範となり剣名を轟かせた根岸忠蔵はここの塾頭として修練を積んだ。
安政4年（1857年）には土佐藩の江戸藩邸で行われた武術試合に選ばれて出場している。
ただ、帆平にとって痛恨の出来事は、安政2年（1855年）10月の安政の大地震でよき理解者だった戸田忠敞が藤田東湖とともに圧死してしまったことである。斉昭にとっても水戸藩全体にとっても両田の死は大変な損失だった。
この時期帆平は水戸にいる学者豊田天功、小太郎の親子に折に触れて便りし政治情勢を伝え、時事を論じている。これが仕事として行われたものであるかどうか詳らかでないが、天功という学者は海外事情の摂取に非常に積極的な学者だったからそれへの協力の意味があると思う。そこに一介の剣客ではない帆平を見ることができる。
安政5年（1858年）4月に井伊直弼が大老に就任し、将軍継嗣問題に日米修好通商条約問題が絡み合って、江戸・京都の政治情勢は混とんとしてきた。とりわけ水戸藩をめぐる情勢はますます厳しくなった。
安政5年（1858年）秋口から安政の大獄が始まるが、帆平にもその影響が及び、安政6年（1859年）11月、幕府の指示で、蟄居の刑に処せられた。以来水戸において3年近い蟄居生活を送る。罰の理由は詳らかでない。桜田門外の変の結果という説もあるが処罰はその前の年である。「浪士を引き連れて井伊家に斬り込む」との噂が流れたために危険人物として処罰の対象になったらしい。

## 文久元年から文久3年まで
文久2年（1862年）8月に蟄居を免ぜられて職場に復帰し、翌文久3年（1863年）には藩主徳川慶篤にしたがって、物情騒然の京都へ赴く。在京3月5日から25日で離京するが水戸へ帰って約半年後の10月14日逝去した。41歳だった。水戸市酒門共同墓地に墓所が存在する。
帆平の墓は水戸の酒門墓地にあるが墓碑銘の撰文者はこう言っている。「人となり質直にして義を好む。躯幹長大、状貌雄偉、常に長刀を佩ぶ。風節凛然たり。」、「居常酒を嗜み、客を愛す。喜んで人の急に趨き、奮って身を顧みず。」と。
兄左次馬は帆平に先立って文久2年（1862年）に安中において没し、弟順三は安中藩に仕え、玄武館の世話役頭取を勤めたが明治12年（1879年）下総の太田で没した。

## 逸話
- 水戸公の前で仕合をすることになったが、相手は富士浅間流祖の中村一心斎（身長6尺2寸[13]、老年）。海保は逆上段を取ったが、中村は短刀を正眼につけたままで、海保は打ち込めず、中村はそのまま進んでアゴ下にふれんばかりの所（間合い）へ入り、そのまま元の所へ帰った。海保は人形のように動けず、水戸公は「勝負はあった」と仕合を止めた。納得がいかない顔をしている海保に対し、水戸公は海保は心の争いに負けたと説明したとされる[14]。